# Michael Dikken
Michael Dikken (Hengelo, 7 april 1968) is een Nederlands ex-profvoetballer die speelde voor FC Twente, MVV, SC Heracles '74 en N.E.C.

## Carrière als speler
Dikken begon als voetballer in de jeugd van de Wilhelminaschool in zijn geboorteplaats. Op zijn 14e vertrok hij naar VfL Osnabrück en speelde daar in de A-jeugd. Van daaruit kwam hij in de jeugdopleiding van FC Twente terecht. Na nog een jaar in het tweede te hebben gespeeld kwam hij in 1988 in het eerste elftal en debuteerde daar in het betaalde voetbal. Drie seizoenen bleef hij bij de Enschedeërs. In het laatste jaar werd hij voor een paar maanden verhuurd aan MVV. Hij tekende in 1991 bij SC Heracles '74 en keerde daarmee terug naar zijn geboortestreek. Na drie seizoenen in de Eerste divisie vertrok hij in 1994 naar N.E.C. om nogmaals in de Eredivisie te gaan spelen. In totaal speelde Dikken 120 duels in het betaalde voetbal en scoorde negen maal. Hierna speelde Dikken nog jaren op amateurniveau bij HSC '21. In 2004 zette hij een punt achter zijn carrière als speler. Bij HSC '21 werd hij vijf maal kampioen, waaronder eenmaal algemeen amateurkampioen.

## Carrière als trainer
Dikken begon zijn trainersloopbaan als assistent bij HSC '21. Daarna trainde hij één jaar de B1 van PH Almelo. Bij Vogido uit Enschede werd hij voor het eerst hoofdtrainer. Hierna werd hij weer trainer van de B1, ditmaal bij Excelsior '31. Na één jaar werd hij assistent bij het eerste elftal. Daarop vertrok hij naar Oranje Nassau Almelo. In maart 2010 werd Dikken op non-actief gesteld door de club. In seizoen 2010/11 begon hij als hoofdtrainer bij OVC '21.
Sinds 2012 verantwoordelijk voor de voetbalschool voor de E- en F-jeugd en opleiding trainers bij de Enschedese club Victoria '28. Vanaf seizoen 2013/14 hoofdtrainer bij dezelfde club. Onlangs het contract verlengd tot en met seizoen 2014/15.

## Statistieken
| Seizoen | Club            | Land      | Competitie     | Wed. | Goals |
| ------- | --------------- | --------- | -------------- | ---- | ----- |
| 1988/89 | FC Twente       | Nederland | Eredivisie     | 13   | 1     |
| 1989/90 | FC Twente       | Nederland | Eredivisie     | 16   | 0     |
| 1990/91 | FC Twente       | Nederland | Eredivisie     | 4    | 0     |
| 1990/91 | MVV             | Nederland | Eredivisie     | 7    | 0     |
| 1991/92 | SC Heracles '74 | Nederland | Eerste divisie | 13   | 2     |
| 1992/93 | SC Heracles '74 | Nederland | Eerste divisie | 29   | 2     |
| 1993/94 | SC Heracles '74 | Nederland | Eerste divisie | 24   | 5     |
| 1994/95 | N.E.C.          | Nederland | Eredivisie     | 14   | 0     |
| Totaal  | Totaal          | Totaal    | Totaal         | 120  | 9     |